# Loch Gorm Castle
Loch Gorm Castle er ruinen af en borg, der ligger på Eilean Mòr (stor ø) i Loch Gorm på øen Islay, Skotland. Den har været højborg for Clan Macdonald.
Borgen var kvadratisk med en rund bastion i hvert hjørne. Ruinerne er dog kraftigt overgroede og forfaldne, så den ikke kan se fra bredden af fastlandet.
I 1578 var borgen midlertidigt besat af Sir Lachlan Mor Maclean fra Duart, som en del af hans felttog for at generobre Rinns of Islay. Han blev smidt ud af MacDonalds of Dunnyveg, med hjælp fra Colin Campbell, 6. jarl af Argyll (Lachlans fætter).
Den stod som ruin i 1586, og blev helt ødelagt af kongelige tropper ledet af Andrew Stuart, 3. Lord Ochiltree i 1608. Den blev dog repareret erfterfølgende, og Ranald MacDonald of Smerby var leder for en garnison på Loch Gorm Castle og overgav borgen til Sir John Campbell af Cawdor d. 28. januar 1615. Sir James MacDonald, 9. of Dunnyveg generobrede øen i april 1615 og efterlod en garnison på Eilean Mór. En privat garnison eksisterede på Eilean Mór mellem 1639 og 1640.